# División de Honor 1986-1987 (hockey su pista)
La División de Honor 1986-1987 è stata la 18ª edizione del torneo di primo livello del campionato spagnolo di hockey su pista. La competizione è iniziata il 19 ottobre 1986 e si è conclusa il 19 aprile 1987. Il torneo è stato vinto dal Liceo La Coruña per la terza volta nella sua storia.

## Stagione

### Formula
La División de Honor 1986-1987 vide ai nastri di partenza quattordici club; la manifestazione fu organizzata con un girone all'italiana, con gare di andata e ritorno per un totale di 26 giornate: erano assegnati 2 punti per l'incontro vinto e un punto a testa per l'incontro pareggiato, mentre non ne era attribuito alcuno per la sconfitta. Al termine del campionato la squadra prima classificata venne proclamata campione di Spagna mentre le ultime tre retrocedettero direttamente in Primera Division, il secondo livello del campionato.

## Classifica finale
|                   | Pos. | Squadra         | Pt | G  | V  | N | P  | GF  | GS  | DR   |
| ----------------- | ---- | --------------- | -- | -- | -- | - | -- | --- | --- | ---- |
| Spagna (bandiera) | 1.   | Liceo La Coruña | 48 | 26 | 23 | 2 | 1  | 186 | 61  | +125 |
|                   | 2.   | Barcellona      | 39 | 26 | 19 | 1 | 6  | 174 | 80  | +94  |
|                   | 3.   | Noia            | 35 | 26 | 17 | 1 | 8  | 110 | 75  | +35  |
|                   | 4.   | Piera           | 31 | 26 | 13 | 5 | 8  | 98  | 76  | +22  |
|                   | 5.   | Voltregà        | 28 | 26 | 13 | 2 | 11 | 101 | 104 | -3   |
|                   | 6.   | Cibeles         | 27 | 26 | 12 | 3 | 11 | 99  | 114 | -15  |
|                   | 7.   | Tordera         | 24 | 26 | 8  | 8 | 10 | 102 | 98  | +4   |
|                   | 8.   | Lloret          | 23 | 26 | 11 | 1 | 14 | 77  | 134 | -57  |
|                   | 9.   | Igualada        | 22 | 26 | 9  | 4 | 13 | 74  | 102 | -28  |
|                   | 10.  | Dominicos       | 21 | 26 | 9  | 3 | 14 | 83  | 94  | -11  |
|                   | 11.  | Mollet          | 21 | 26 | 10 | 1 | 15 | 69  | 93  | -24  |
|                   | 12.  | Cerdanyola      | 20 | 26 | 9  | 2 | 15 | 78  | 106 | -28  |
|                   | 13.  | Vic             | 16 | 26 | 7  | 2 | 17 | 93  | 141 | -48  |
|                   | 14.  | Noia B          | 9  | 26 | 2  | 5 | 19 | 83  | 149 | -66  |

Legenda:
  Vincitore della Coppa del Re 1987.
      Campione di Spagna e ammessa alla Coppa dei Campioni 1987-1988.
      Eventuali squadre ammesse alla Coppa dei Campioni 1987-1988.
      Ammessa alla Coppa delle Coppe 1987-1988.
      Ammessa alla Coppa CERS 1987-1988.
      Retrocesse in Primera Division 1987-1988.
Note:
Due punti a vittoria, uno a pareggio, zero a sconfitta.